# Austronausibius aridulus
Austronausibius aridulus es una especie de coleóptero de la familia Silvanidae.

## Distribución geográfica
Habita en Australia Central.